# Friday Night Funkin'
Friday Night Funkin' (abreviado FNF) es un videojuego de ritmo lanzado el 5 de octubre de 2020, desarrollado por un Grupo de Personas llamada The Funkin Crew que está compuesto por el programador canadiense Cameron Taylor, también conocido como Ninjamuffin99; el artista David Brown, también conocido como PhantomArcade; y el músico Isaac Jacob García conocido como Kawai Sprite. Fue lanzado en Newgrounds y en Itch.io. El juego tiene una mecánica de juego parecida a la de Rock Band, Guitar Hero, Dance Dance Revolution, StepMania, osu! y PaRappa the Rapper, y una estética similar a los juegos Flash populares a principios y mediados de la década de 2000.

## Descripción
Es un juego de ritmo donde el jugador debe presionar las flechas en el tiempo exacto, ritmo y dirección correctas con la música para simular al protagonista del juego (Boyfriend), participando en varias formas de "batallas de rap y baile" y otros concursos musicales. Si el jugador pierde demasiadas flechas, una barra de vida que hay abajo de la pantalla que sale el color verde y el rojo, el verde se hace más pequeño. Si la barra de vida se acaba, el juego termina.

## Trama
El personaje principal, Boyfriend, tiene una relación amorosa con Girlfriend, la cual no es aprobada por sus padres, Daddy Dearest y Mommy Mearest, con la música como única forma de ganarte la confianza de ambos.
Los niveles en este juego se les llama Weeks (semanas) puesto que cada enfrentamiento ocurre en un viernes distinto, a excepción de los WeekEnds (fines de semana) fue como su nombre lo indica, ocurren en fines de semana. Cada una suele contar con su propio escenario, oponente, y canciones distintivas. Cada semana tiene un respectivo nombre, el cual será mostrado en paréntesis.
Tutorial (Teaching Time): Es una batalla de rap entre Boyfriend y Girlfriend, que sirve como introduccion al juego. Girlfriend, en lugar de cantar como suelen hacerlo todos los personajes, utilizara su voz para indicar las direcciones de cada flecha que le corresponda.
Week 1 (Daddy Dearest): El padre de Girlfriend (Daddy Dearest) desafía a Boyfriend a una batalla de rap, para decidir si es digno o no de salir con su hija. Aunque Boyfriend sale victorioso, esta claro que Daddy Dearest no le quitara el ojo de encima a Boyfriend. Al ser la primera Week del juego, se cree que este es su primer encuentro desde que Boyfriend conocio a Girlfriend. Esta Week contiene las canciones Bopeebo, Fresh y Dadbattle.
Week 2 (Spooky Month): Boyfriend es invitado a la casa de Girlfriend en Halloween, para darle dulces a los que toquen su puerta. Skid y Pump, que se encontraban pasando por el lugar, son engañados por Monster (apodado inicialmente como “Lemon Demon” por los fans) para que le traigan a Girlfriend. Cuando estos llegan a la casa, desafían a Boyfriend a una batalla de rap que transcurre en el ático de la casa, teniendo a Girlfriend como el premio si la ganan. Boyfriend gana la batalla, pero cuando Skid y Pump se van del lugar, Monster toma el asunto en sus propias manos, amenazando retorcidamente a Boyfriend y Girlfriend de muerte múltiples veces en su canción. Monster termina perdiendo, y la pareja sobrevive. Esta Week contiene las canciones Spookeez y South, cantadas por Skid y Pump, y Monster, cantada por el personaje del mismo nombre.
Week 3 (Pico): No aceptando su derrota, Daddy Dearest contrata a Pico, Darnell y Nene (Últimos dos no presentes en esta Week por algún motivo) para asesinar a Boyfriend. La única información que Pico recibe es la ubicación para dicho asesinato, la cual se trata de la azotea de las oficinas de Newgrounds. Pico reconoce a Boyfriend, y se da cuenta de que es su objetivo. En lugar de matarlo para completar el trabajo, este decide perdonarle la vida, no sin antes desafiarlo a una batalla de rap. Esta Week contiene las canciones Pico, Philly Nice y Blammed.
Week 4 (Mommy Must Murder): Boyfriend tiene una peligrosa batalla de rap con Mommy Mearest, madre de Girlfriend, encima de una limusina en movimiento, con demonios como bailarines de fondo bailando en otra, y también como conductores de dichas limusinas. Boyfriend sale victorioso, y con esta victoria, es finalmente “aceptado” en la familia. Esta Week contiene las canciones Satin Panties, High y M.I.L.F.
Week 5 (Red Snow): Boyfriend y Girlfriend visitan por la noche un centro comercial durante Navidad, con la intención de conocer al Santa Claus del lugar. Wn cambio, estos encuentran Daddy Dearest y Mommy Mearest, que toman al Santa como rehén para tener otra batalla de Rap con Boyfriend, frente a una amplia audiencia de distintos personajes populares de Newgrounds. Boyfriend sale victorioso en las primeras dos canciones, cuando Monster usa sus habilidades de demonio para causar una alucinación colectiva, haciendo que todos vean el centro comercial como un lugar abandonado y tenebroso (Con la excepción de Boyfriend y Girlfriend). Este reta una vez más a Boyfriend, pero vuelve a perder, por lo que nuevamente se retira dejándolos a lo suyo. Esta Week contiene las canciones Cocoa y Eggnog, cantadas por Daddy Dearest y Mommy Mearest, y Winter Horrorland, cantada por Monster.
Week 6 (Hating Simulator): Boyfriend y Girlfriend juegan videojuegos en la habitacion de Girlfriend cuando ella saca un viejo simulador de citas que solia jugar mucho antes de que comenzaran a salir. Mientras juegan, Daddy Dearest, siendo el hombre vengativo que es, entra sin que se den cuenta a la habitacion y arroja a la pareja dentro del videojuego. Una vez dentro, Boyfriend no tarda en ser desafiado por Senpai, uno de los personajes con quienes puedes salir en el juego, a una batalla de Rap frente a la escuela y ante diversas estudiantes. Mientras Boyfriend gana en cada cancion, Senpai entra cada vez mas en crisis debido a que este solo habia sido programado para ganar y para ser amado, y se encontraba actualmente perdiendo ante Boyfriend, y por ende, perdiendo a Girlfriend. Cuando este se encuentra en su estado mas vulnerable, es asesinado y Spirit despierta. Este se revela asi mismo como una de las multiples victimas de Daddy Dearest, que ha estado atrapado dentro del juego por mucho tiempo. Spirit reta a Boyfriend a una batalla de Rap, con el plan de tomar sus cuerpos para poder salir del juego y tomar su venganza en Daddy Dearest si la gana. Boyfriend, aun asi, gana la batalla y ambos salen del juego, dejando a Spirit solo una vez mas. Esta Week contiene las canciones Senpai, Roses y Thorns.
Week 7 (Tankman): Daddy Dearest y Mommy Mearest envían a Boyfriend y a Girlfriend a unas “vacaciones”, cuando, en realidad, es una trampa para que maten a Boyfriend. Pico es contratado una vez más y enviado al sitio de las “vacaciones” en secreto con la simple tarea de confirmar que Boyfriend muriera. Boyfriend y Girlfriend sin saberlo tienen rastreadores equipados que detectan sus signos de vida, aunque los padres de Girlfriend ya sabían que su hija estaría bien. Repentinamente, caen del avión que los llevaba a sus supuestas vacaciones y caen en un desierto. Al recobrar la conciencia, la pareja se encuentra en compañía de Tankman y su ejército, quienes los mantienen cautivos.
Como Tankman se estaba aburriendo, decide retar a Boyfriend a una batalla de Rap en lugar de matarlo al instante. Después de ser humillado dos veces, Tankman le ordena a sus hombres que le disparen a Girlfriend. Justo cuando Girlfriend está a punto de usar sus poderes de demonio, Pico sale de su escondite, desobedeciendo la orden de quedarse escondido y vigilar que Boyfriend muriera desde lejos, y en su lugar, llega a ayudar a la pareja contra el ejército de Tankman. Boyfriend, ahora con Girlfriend en sus brazos, y con Pico asistiendo asesinando por sí mismo a todos los Tankmen que se acercan al sitio, es desafiado una última vez por Tankman. Este es derrotado, y el trío sobrevive. Pico, por su parte, ahora está metido en grandes problemas con Daddy Dearest y Mommy Mearest por haberles fallado ya en dos ocasiones. Esta Week contiene las canciones Ugh, Guns y Stress.
WeekEnd 1 (Due Debts): Pico se encuentra tranquilamente almorzando mientras camina por la ciudad, cuando ve a Nene entre una multitud. Este se esconde inmediatamente, y empieza a recordar lo acontecido anteriormente. Daddy Dearest lo contrato a él y a sus amigos para asesinar a Boyfriend, prometiéndole bastante dinero, pero este lo dejo vivir. Esto causo el descontento de Darnell y Nene, puesto que no les pagaron gracias a que Pico decidió perdonarle la vida a Boyfriend. Posteriormente, se muestra el recuerdo de él saliendo de su escondite en la Week 7 ayudando a la pareja a defenderse de Tankman y su ejército, nuevamente, incumpliendo las órdenes que se le dieron, por lo que los tres quedan sin ni un centavo. Pico asume correctamente que esto hará que Darnell y Nene estén furiosos con él, por lo que sale de su escondite y empieza una persecución con Nene. Cuando parece que por fin la dejara atrás, este se estampa contra unos altavoces, donde Darnell se encontraba esperándolo. Después de 3 batallas de Rap, Pico y Darnell empiezan una pelea a puñetazos. Cuando la pelea acaba, ambos se reconcilian y comienzan a irse del lugar, pero por las heridas causadas en dicha batalla, ambos caen al suelo desangrándose. Nene no parece nada satisfecha con este resultado. Esta Week contiene las canciones Darnell, Lit Up y 2hot, cantadas por Darnell, y Blazin', siendo un instrumental.

## Personajes
Los únicos personajes que se repiten constantemente dentro del juego son Boyfriend, un joven rapero de cabello azul que tiene una gorra al revés, y Girlfriend, una joven blanca con un vestido rojo a la que Boyfriend debe rapear para completar los niveles del juego, que se dividen entre diferentes "semanas".
«Daddy Dearest» es el padre de la novia, que es una ex estrella de rock. Busca probar si el novio es lo suficientemente hábil como para ganarse su aprobación para cortejar a su hija.
«Mommy Mearest» es la madre de la novia, y la esposa de Daddy Dearest. Ella es una cantante de pop que también pone a prueba al novio y actúa con un equipo de bailarines de respaldo.
«Skid y Pump» son un par de niños disfrazados de Halloween. Son un cameo de unos personajes de la serie web Spooky Month, del animador de YouTube llamado SrPelo.
Pico, es un cameo del juego «Pico's School» de Tom Fulp, el creador de Newgrounds.
Monster es una criatura misteriosa con una cabeza similar a un limón. Es un personaje que tuvo su debut en la canción llamada Monster. Más tarde, Monster debutó en la semana 5 en la canción «Winter Horrorland», donde atormenta a los dos personajes principales en una batalla de rap y quiere "comerse a    Girlfriend". Él, junto con Girlfriend y Tankman, son los únicos personajes del juego que realmente hablan y cantan en el juego.
Senpai, es un personaje que aparece en una parodia de un juego de citas llamado «Hating Simulator», que se juega en una consola que a su vez es una parodia de una PlayStation. En el transcurso de su batalla con Boyfriend, más tarde es asesinado por un espíritu maligno, el cual fue encerrado en el videojuego por Daddy Dearest para atrapar y encerrar en el videojuego a los novios que tenga Girlfriend. Se transforma durante la canción Thorns.
Tankman, la mascota de Newgrounds es el protagonista principal de la serie TANKMEN, una serie web animada creada por JohnnyUtah en 2006. Aparece en el logo principal de la página. el personaje, el nivel y el logo de la página están hechos en colaboración con el artista Jonny Utah.
Darnell también personaje de «Pico's School» y de «Darnell Plays With Fire»,es un piromaníaco con ascendencia africana y mejor amigo de pico, aunque no aparezca directamente en «Pico's School»,en el fondo del juego aparece un cartel de él,diciendo que solo le queda 5 años de vida.
Nene, otro personaje de «Pico's School» y de «Nene Interactive Suicide»,es una chica asiática con bipolaridad y tendencias suicidas,aparece por primera vez en «Pico's School», suplicandole a pico que la asesine

## Desarrollo

### Inicios
Ninjamuffin99 y tres de sus amigos de Newgrounds (artistas Phantom Arcade & evilsk8r, y compositor Kawai Sprite) inicialmente desarrollaron el juego como una sumisión al Ludum Dare (específicamente la Ludum Dare 47), publicando una demostración en línea el 5 de octubre del 2020. Friday Night Funkin' no terminó ganando aquella competencia, sin embargo recibió un éxito inesperado al ser subido a Newgrounds y recibir múltiples actualizaciones con nuevo contenido original y cameos de personajes populares de Newgrounds (como lo son Skid y Pump, Pico y Tankman). 
El interés en el juego creció hasta convertirse en el juego de ritmo mejor calificado en los 20 años de historia de Newgrounds. El juego también ha recibido una atención significativa a través de tendencias en plataformas como TikTok y Twitch. El juego tiene una comunidad de modding activa debido a su lanzamiento de código abierto, lo que permite la implementación de contenido creado por fanáticos. Su banda sonora, cuyo compositor se conoce con el sobrenombre de Kawai Sprite, se ha puesto a disposición de forma gratuita en Bandcamp y Spotify.

### Kickstarter
Junto a la actualización de la Semana 7, los creadores revelaron su campaña de Kickstarter para poder convertir este proyecto en un juego completo con mucho más contenido, la cual llegó a alcanzar un total de $2,247,641 dólares, completamente superando su meta original de $60,000 dólares.

#### Promesas para la versión base
Este Kickstarter prometia las siguientes características para la versión base del juego:
- 20 Semanas (niveles)
- Nuevas Mecánicas para la jugabilidad aparte de las 4 notas
- Cinemáticas simples
- Modo multijugador local (1v1)
- Tablas de clasificación en línea
- Elementos visuales mejorados (Mejor interfaz, mejores animaciones, etc)
- Soporte de Mods robusto
- Sistema mejorado de charts personalizados
- Traducción a otros idiomas
- Colaboraciones con otros artistas y músicos

#### Promesas para la versión completa
Esta campaña llegó a superar casi todas las metas propuestas para la versión completa del juego, de las cuales las siguientes fueron alcanzadas:
- Una versión del juego para dispositivos móviles
- Un creador de avatares personalizables
- Una red dentro del juego para compartir contenido personalizado hecho por los jugadores sin la necesidad de manualmente descargar los archivos ni tener que modificar el código del juego
- Cinemáticas completamente animadas, principalmente para el inicio y final de cada Semana (cada nivel) del juego
- 5 Semanas (niveles) adicionales
- Modo multijugador en línea (1v1)
- Otras 5 Semanas (niveles) adicionales
- 10 personajes jugables adicionales con voces únicas
- Nuevamente, otras 5 Semanas (niveles) adicionales
- Una nueva dificultad llamada "Erect" (Erecto en español), la cual pretende ser más difícil que la dificultad Difícil actualmente en el juego, en la cual se realizaran remixes de las canciones originales del juego y serán drásticamente más difíciles ya sea utilizando una cantidad mayor de notas o de alguna otra forma.
- Un epílogo a la historia del juego de 10 Semanas (niveles)

En total el juego completo contaría con alrededor de 45 semanas (20 del juego base, 15 adicionales y 10 de epílogo).

#### Metas no alcanzadas
Estas metas son más que nada chistes de parte de los desarrolladores, pero igualmente se encuentran en el kickstarter, por lo que se listaran a continuación:
- Versión del juego para PlayStation 1
- Cinemáticas animadas tipo Sakuga
- Remake de Pico's School 1 y Pico's School 2 (El cual nunca terminó su desarrollo) dentro de Friday Night Funkin'
- Universo alterno de pesadilla de Friday Night Funkin' (Este no se se especifica que es exactamente, ya que su descripción es incoherente)

### Después del Kickstarter
El equipo de The Funkin Crew solía realizar publicaciones sobre el estado actual del juego, la compañía y las recompensas de Kickstarter en su página de Kickstarter, sin embargo decidieron transferirse a su propia página de blogs llamada funkin.me donde dan los mismos tipos de avances. El equipo de The Funkin Crew se ha expandido exponencialmente desde el Kickstarter, con múltiples personas nuevas trabajando tanto en el juego como en temas administrativos de la empresa.
The Funkin Crew colaboró con Needlejuice Records para crear múltiples tipos de mercancía basadas en el juego.

### Nuevo regreso
El equipo de funkin' crew crean una cuenta de X, y un canal de youtube, donde dieron avances sobre la próxima actualización.
El juego se actualizó a la "version 0.3.0" con la Weekend 1, nuevo menú de freeplay, tiempos de espera mas cortos entre canciones, el remix erect de la mayoría de las canciones y la nueva animación de victoria.